# Zasada wielkoduszności
Zasada wielkoduszności (ang. principle of charity) – założenie, według którego interpretacja tekstu (pisanego lub mówionego) powinna przyjmować, że tekst ten jest racjonalny. Interpretacja winna starać się go analizować w najkorzystniejszy dla autora tekstu lub wypowiedzi sposób.
Główną zaletą stosowania zasady wielkoduszności jest zwiększenie szans na uniknięcie sofizmatu rozszerzenia (tzw. atakowania chochoła).
W filozofii języka Willard Van Orman Quine zalecał stosowanie zasady wielkoduszności w kontekście tłumaczenia z jednego języka (na przykład bardzo egzotycznego) na drugi (znany nam): „Im bardziej wierzenia, które przypisujemy innym ludziom są absurdalne lub egzotyczne, tym bardziej będziemy nieufni jeśli chodzi o możliwość tłumaczenia”. Jeśli argumentacja innych wydaje nam się zupełnie absurdalna to, według Quine’a, prawdopodobnie jej nie zrozumieliśmy: „głupota rozmówcy jest mniej prawdopodobna niż złe tłumaczenie, lub też, w przypadku nieporozumień lokalnych, niż różnice językowe”. Zasada wielkoduszności grała również istotną rolę w filozofii znaczenia Donalda Davidsona.